# Kurt Steingraf
Kurt Steingraf (* 24. Oktober 1905 in Leipzig; † 2. Dezember 1967) war ein deutscher Schauspieler, Hörspiel- und Synchronsprecher.

## Leben
Kurt Steingraf verstarb am 2. Dezember 1967 nach kurzer schwerer Krankheit und kurz vor dem 40-jährigen Bühnenjubiläum im Alter von 62 Jahren, noch bevor sein letzter Film "Kater Lampe" ausgestrahlt wurde. Neben seiner Tätigkeit als Theaterschauspieler bei den Städtischen Bühnen Magdeburgs, dem Staatsschauspiel Dresden, dem Maxim-Gorki-Theater Berlin und der Volksbühne Berlin, war er auch durch die Gestaltung zahlreicher Rollen in Filmen und Fernsehspielen bekannt geworden.
Er war mit der Theater- und Fernsehschauspielerin Lieselotte Rollberg verheiratet.

## Filmografie
- 1950: Der Auftrag Höglers
- 1953: Geheimakten Solvay
- 1956: Der Teufelskreis
- 1956: Der Hauptmann von Köln
- 1957: Die Heimkehr des verlorenen Vaters (Fernsehspiel)
- 1958: Der Prozeß wird vertagt
- 1958: Das Lied der Matrosen
- 1959: Die Premiere fällt aus
- 1959: Ehesache Lorenz
- 1959: Maria Stuart (Studioaufzeichnung)
- 1960: Fernsehpitaval: Der Fall René Levacher alias… (Fernsehreihe)
- 1961: Das hölzerne Kälbchen
- 1962: Mord ohne Sühne
- 1964: Der Mann mit der Maske
- 1965: Die Abenteuer des Werner Holt
- 1965: Solange Leben in mir ist
- 1966: Lebende Ware
- 1967: Kater Lampe (Fernsehfilm)
- 1967: Die Räuber (Fernsehfilm)
- 1968: Der Mord, der nie verjährt

## Theater
- 1943: Edgar Kahn: Die ewige Kette (Oberst) – Regie: Lutz Heinle (Deutsches Nationaltheater Weimar)
- 1950: Nowak: Freifrau von Ithaka (Odysseus) – Regie: Hesso Huber (Städtische Bühnen Magdeburg)
- 1951: Anatoli Sofronow: In einer Stadt (Stadtältester) – Regie: Wolfgang Heidmann (Städtische Bühnen Magdeburg)
- 1953: Gotthold Ephraim Lessing: Minna von Barnhelm (Wachtmeister Werner) – Regie: Carl Balhaus (Staatstheater Dresden)
- 1953: Friedrich Wolf: Floridsdorf (Abgeordneter Bauer) – Regie: Guido Reif (Staatstheater Dresden)
- 1954: Wsewolod Wischnewski: Das unvergeßliche Jahr 1919 (Oberst Butkewitsch) – Regie: Hannes Fischer (Staatstheater Dresden)
- 1954: Alexander N. Ostrowski: Ohne Schuld schuldig – Regie: Karl Görs (Staatstheater Dresden – Kleines Haus)
- 1954: Hedda Zinner: Der Teufelskreis – Regie: Erich-Alexander Winds (Leipziger Schauspielhaus)
- 1955: Hans Lucke: Kaution – Regie: Fritz Wendel (Staatstheater Dresden – Kleines Haus)
- 1955: Heinrich von Kleist: Prinz Friedrich von Homburg oder die Schlacht bei Fehrbellin (Kurfürst) – Regie: Fritz Wendel (Staatstheater Dresden)
- 1956: Johannes R. Becher: Der Weg nach Füssen (Geheimrat Knauer) – Regie: Maxim Vallentin (Maxim-Gorki-Theater Berlin)
- 1956: Alexander Kornejtschuk: Vertrauen (Vorsitzender des Bezirksrates Dremluga) – Regie: Maxim Vallentin (Maxim-Gorki-Theater Berlin)
- 1956: Josef Kajetán Tyl: Das starrsinnige Weib (Dorfschulze Protzig) – Regie: Karel Palous (Maxim-Gorki-Theater Berlin)
- 1957: Bertolt Brecht: Leben des Galilei (Galilei) – Regie: Hannes Fischer (Staatstheater Dresden)
- 1957: Georg Kaiser: David und Goliath (Jochum Magnussen) – Regie: Gerhard Klingenberg (Maxim-Gorki-Theater Berlin)
- 1957: Maxim Gorki: Nachtasyl (Luka) – Regie: Maxim Vallentin (Maxim-Gorki-Theater Berlin)
- 1957: Ewan MacColl: Unternehmen Ölzweig (Ratsherr) – Regie: Joan Littlewood (Maxim-Gorki-Theater Berlin)
- 1958: Heiner Müller/Inge Müller: Der Lohndrücker – Regie: Hans Dieter Mäde (Maxim-Gorki-Theater Berlin)
- 1958: Heiner Müller/Inge Müller: Die Korrektur – Regie: Hans Dieter Mäde (Maxim-Gorki-Theater Berlin)
- 1958: Hans Lucke: Kaution (Kapitän Deshield) – Regie: Erich-Alexander Winds (Maxim-Gorki-Theater Berlin)
- 1959: Alexander N. Ostrowski: Diebe und Liebe (Annuschkas Bruder) – Regie: Werner Schulz-Wittan (Maxim-Gorki-Theater Berlin)
- 1959: Maxim Gorki: Feinde (Fabrikant Sachar Bardin) – Regie: Hans Dieter Mäde (Maxim-Gorki-Theater Berlin)
- 1960: Friedrich Schiller: Die Räuber (Moor) – Regie: Maxim Vallentin/Hans Dieter Mäde (Maxim-Gorki-Theater Berlin)
- 1961: Heinrich von Kleist: Der zerbrochne Krug (Dorfrichter Adam) – Regie: Maxim Vallentin (Maxim-Gorki-Theater Berlin)
- 1961: Rainer Kerndl: Schatten eines Mädchens (Vater) – Regie: Horst Schönemann (Maxim-Gorki-Theater Berlin)
- 1964: Claus Hammel: Frau Jenny Treibel (Kammersänger Krola) – Regie: Horst Schönemann (Maxim-Gorki-Theater Berlin)
- 1964: Robert Planchon (nach Alexandre Dumas der Ältere): Die drei Musketiere (Kardinal Richelieu) – Regie: Rudolf Vedral (Volksbühne Berlin)
- 1965: Slatan Dudow: Der Feigling (Gerichtsvorsitzender) – Regie: Dieter Kolditz (Maxim-Gorki-Theater Berlin)
- 1965: Peter Hacks: Moritz Tassow (Gutsbesitzer) – Regie: Benno Besson (Volksbühne Berlin)
- 1967: John Millington Synge: Kesselflickerhochzeit (Priester) – Regie: Klaus Tews (Volksbühne Berlin – Theater im III. Stock)
- 1967: Georg Kaiser: Nebeneinander – Regie: Wolf-Dieter Panse (Volksbühne Berlin)
- 1967: Helmut Baierl: Mysterium Buffo – Variante für Deutschland (Industrieller) – Regie: Wolfgang Pintzka (Volksbühne Berlin)

## Hörspiele
- 1956: Nâzım Hikmet: Die Legende von der Liebe – Regie: Otto Dierichs (Rundfunk der DDR)
- 1957: Jean-Paul Sartre: Nekrassow (Demidoff) – Regie: Erich-Alexander Winds (Rundfunk der DDR)
- 1957: Wolfgang Schreyer: Das Attentat (Keitel) – Regie: Lothar Dutombé (Dokumentarhörspiel – Rundfunk der DDR)
- 1958: Wera Küchenmeister/Claus Küchenmeister: Damals achtzehn – neunzehn (Wehrhahn) – Regie: Helmut Hellstorff (Dokumentarhörspiel – Rundfunk der DDR)
- 1958: Günther Rücker: Bericht Nummer 1 – Regie: Günther Rücker (Rundfunk der DDR)
- 1960: Rolf Schneider: Der dritte Kreuzzug oder Die wundersame Geschichte des Ritters Kunifried von Raupenbiel und seine Aventiuren (Pfalzgraf Zedewitz) – Regie: Wolfgang Brunecker (Rundfunk der DDR)
- 1963: Rolf Schneider: Der Ankläger (Kardinal) – Regie: Fritz Göhler (Hörspiel – Rundfunk der DDR)
- 1964: Martine Monod: Normandie-Njemen – Bearbeitung und Regie: Fritz Göhler (Kinderhörspiel – Rundfunk der DDR)
- 1964: Jacques Constant: General Frédéric (Uniformhändler) – Regie: Hans Knötzsch (Rundfunk der DDR)
- 1964: Rudolf Kirsten: Die Teufelsmühle (Teufelsmüller) – Regie: Flora Hoffmann (Kinderhörspiel – Rundfunk der DDR)
- 1964: Ephraim Kishon: Der Blaumilchkanal (Bürgermeister) – Regie: Helmut Hellstorff (Rundfunk der DDR)
- 1965: Vercors: Zoo oder Der menschenfreundliche Mörder (Sir Arthur Draper, Richter) – Regie: Edgar Kaufmann (Rundfunk der DDR)
- 1965: Peter Weiss: Die Ermittlung – Regie: Wolfgang Schonendorf (Rundfunk der DDR)
- 1965: Henryk Keisch: Der Sachverständige (Richter) – Regie: Peter Groeger (Hörspiel – Rundfunk der DDR)
- 1967: Volkstext: Der Hase und der Brunnen (Elefant) – Regie: Helmut Molleg (Kinderhörspiel – Rundfunk der DDR)

## Synchronarbeiten
- 1957: Das Unheimliche Haus (* 1941: Frankreich);  Rolle: Strafverteidiger Hector Loursat; Schauspieler:  Raimu